# Kadlur, Raichur
Kadlur là một làng thuộc tehsil Raichur, huyện Raichur, bang Karnataka, Ấn Độ.